# Cladonia cyanipes
Cladonia cyanipes (Sommerf.) Nyl., 1858 è una specie di lichene appartenente al genere Cladonia, dell'ordine Lecanorales.
Il nome proprio deriva dal latino tardo cyanipes, composto da cyanus che significa di colore azzurro intenso, e da pes, pedis, cioè piede, e sta ad indicare il colore della parte basale degli apoteci.

## Caratteristiche fisiche
Il sistema di riproduzione è principalmente asessuato, attraverso i soredi o strutture similari, quali ad esempio i blastidi. Il fotobionte è principalmente un'alga verde delle Trentepohlia, di preferenza una Trebouxia.

## Habitat
Questa specie si adatta soprattutto a climi di tipo montano dell'area boreale. Rinvenuta presso briofite e su suoli organici a substrato prevalentemente siliceo, raramente su legno, in habitat di brughiere aperte e radure di foreste. Predilige un pH del substrato da molto acido a valori intermedi fra molto acido e subneutro puro. Il bisogno di umidità è mesofitico.

## Località di ritrovamento
La specie è stata rinvenuta nelle seguenti località:
- Germania (Turingia, Baviera);
- Canada (Ontario, Terranova, Labrador, Québec (provincia), Manitoba, Alberta, Columbia Britannica, Yukon);
- USA (New York, Alaska, New Hampshire, Colorado, Washington, Vermont, Michigan);
- Cina (Heilongjiang, Hubei, Shaanxi, Sichuan);
- Austria, Estonia, Finlandia, Giappone, Groenlandia, Isole Svalbard, Mongolia, Norvegia, Polonia, Repubblica Ceca, Svezia.

In Italia questa specie di Cladonia è estremamente rara: 
- Trentino-Alto Adige, estremamente rara nelle zone montuose, alpine e dolomitiche
- Val d'Aosta, non è stata rinvenuta
- Piemonte, estremamente rara sui monti dell'arco alpino, non rinvenuta nel resto della regione
- Lombardia, non è stata rinvenuta
- Veneto, non è stata rinvenuta
- Friuli, non è stata rinvenuta
- Emilia-Romagna, non è stata rinvenuta
- Liguria, non è stata rinvenuta
- Toscana, non è stata rinvenuta
- Umbria, non è stata rinvenuta
- Marche, non è stata rinvenuta
- Lazio, non è stata rinvenuta
- Abruzzi, non è stata rinvenuta
- Molise, non è stata rinvenuta
- Campania, non è stata rinvenuta
- Puglia, non è stata rinvenuta
- Basilicata, non è stata rinvenuta
- Calabria, non è stata rinvenuta
- Sicilia, non è stata rinvenuta
- Sardegna, non è stata rinvenuta.[2]

## Tassonomia
Questa specie è al momento di incerta attribuzione per ciò che concerne la sezione di appartenenza; a tutto il 2008 sono state identificate le seguenti forme, sottospecie e varietà:
- Cladonia cyanipes f. cyanipes (Sommerf.) Nyl. (1858).
- Cladonia cyanipes f. despreauxii (Bory) Th. Fr.